# Marie N
Marija Naumova (Riga, 23 de juny de 1973), de nom artístic Marie N, és una de les cantants letones més populars al seu país i voltants, amb cançons en letó, anglès, francès, portuguès i rus.

## Eurovisió
El Festival de la Cançó d'Eurovisió 2002 es va celebrar el 25 de maig de 2002, a Tallinn, Estònia. Els presentadors van ser Annely Peebo i Marko Matvere. Marie N va ser la guanyadora d'aquest Festival, representant a Letònia amb la cançó "I wanna". Va guanyar en l'última votació, a una distància de 12 punts de la segona classificada, Ira Losco per Malta. Marie no estava entre les màximes favorites però va sorprendre amb una posada en escena molt original que posteriorment tractarien d'imitar sense èxit més delegacions. També va presentar el Festival d'Eurovisió 2003.
És llicenciada en Dret per la Universitat de Letònia. Al 2005, va ser nomenada com a representant de Letònia de bona voluntat d'UNICEF. Viu actualment amb la seva família a França, però va molt habitualment a Letònia.

## Discografia
- 1998 До светлых слёз
- 1999 Ieskaties acīs
- 2001 Dt. voix, dt. voie
- 2002 On a Journey
- 2003 Noslēpumi
- 2004 Nesauciet sev līdzi
- 2005 Another Dream
- 2010: Lullabies
- 2016: Uz Ilūziju Tilta